# Basofil

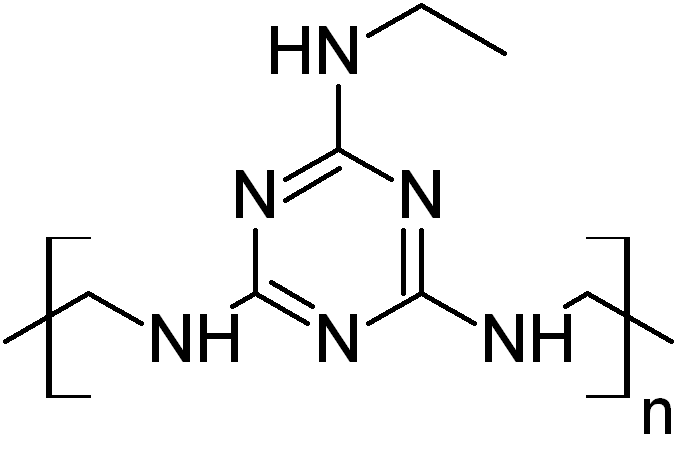
Struktura melamin-formaldehydového polymeru

Basofil® je obchodní značka melamin-formaldehydového vlákna.
Basofil byl vyvinut u firmy BASF, kde začala výroba vlákna asi v roce 1996. V roce 2002 převzala americká firma McKinnon-Land-Moran LLC výrobu na jedné výrobní lince s kapacitou 1 800 tun ročně a s plánem na zvýšení kapacity na 8 kilotun. V roce 2007 se stala majitelem firma Basofil Fibers, která vykázala v roce 2023 (s 23 zaměstnanci) obchodní obrat  6 milionů USD.

## Vlastnosti
Vlákenná hmota vzniká kondenzací melaminu s formaldehydem, vlákno se vyrábí  suchým zvlákňováním. Jemnost vlákna cca (2,2 dtex), spec. hmotnost 1,4 g/cm3, pevnost 2-4 cN/dtex, navlhavost 5%, hořlavost 32 LOI, trvalé zatížení horkem 200 °C, vlákna se netaví, mají nízkou odolnost proti kyselinám  a jsou v porovnání s materiály podobných vlastností cenově velmi výhodná (např. v roce 2004 = cca 10 €/kg) 

## Zpracování
Vlákno se prodává jen sekané (chopped) nebo jako stříž. Filamenty se z melaminu nevyrábějí, protože se u tloušťky vlákna nedá dosáhnout dostačující stejnoměrnost.
Staplové příze (často ve směsi s aramidy, bavlnou nebo viskózou): prstencové (do 20 tex), rotorové (do 50 tex), frikční (do 80 tex) 
Tkaniny, pleteniny, vpichované, wet-lay a spunbond textilie 

## Použití

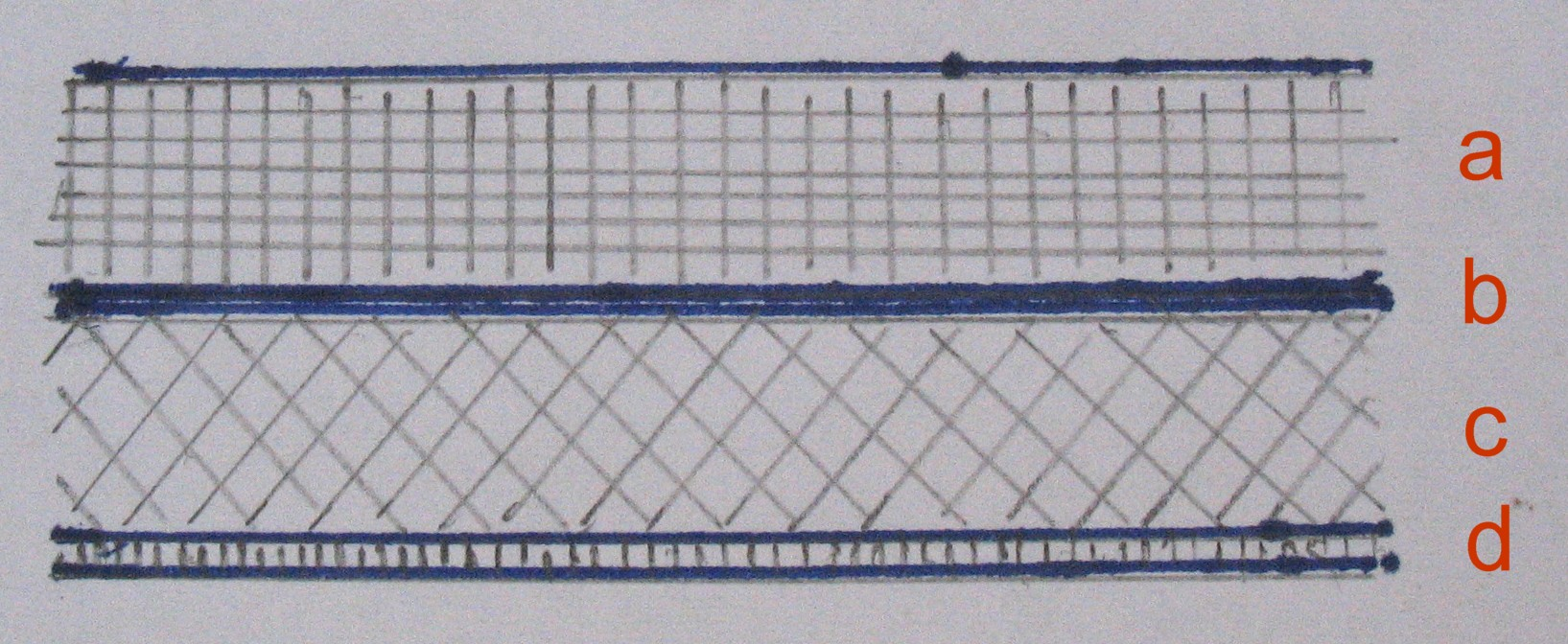
Složení vícevrstvé textilie s obsahem basofilových vláken

- Textilie na ochranné oděvy pro horké prostředí

- Těžké ochranné oděvy z vícevrstvých textilií (Nákres vpravo znázorňuje příklad struktury vícevrstvé textilie): 
a = tkanina ze směsi basofil/paraaramid s hliníkovým pláštěm, hmotnost 580 g/m2
b = parotěsná fólie odolná proti horku
c = vpichovaná textilie ze 100% basofilu, hmotnost 400 g/m2
d = plátno (podšívka) ze směsi basofil / aramid, hmotnost 250 g/m2
- Oděvy pro hasiče, 
rukavice  aj
- Filtry [14]
- Matrace [7]